# Charlie Ward (cestista)
Charlie Ward jr. (Thomasville, 12 ottobre 1970) è un ex cestista, ex giocatore di football americano, allenatore di football americano e allenatore di pallacanestro statunitense, professionista nella NBA.

## Carriera universitaria nel football
Ward vinse l'Heisman Trophy 1993, il Maxwell Award e il Davey O'Brien Award come quarterback dei Florida State Seminoles. Guidò poi la squadra al suo primo titolo nazionale con la vittoria su Nebraska 18–16 nell'Orange Bowl 1994. I Seminoles subirono una sola sconfitta in quella stagione, contro Notre Dame numero 2 del ranking, ma il loro cammino verso il titolo nazionale si aprì la settimana successiva quando gli Irish furono battuti a sorpresa in casa dal Boston College. Ward detiene il quarto maggior margine di vittoria dell'Heisman Trophy con uno scarto di 1.622 punti sul secondo classificato, dietro solamente ai 1.846 punti di Joe Burrow nel 2019, ai 1.750 punti di O.J. Simpson nel 1968 e ai 1.662 punti di Troy Smith nel 2006. Si tratta inoltre dell'unico vincitore dell'Heisman Trophy ad avere giocato nella NBA. Nel 1993 Ward vinse il James E. Sullivan Award della Amateur Athletic Union (AAU) come miglior atleta amatoriale negli Stati Uniti d'America. Nel 2006 fu introdotto nella College Football Hall of Fame.

## Carriera professionistica
Dopo la laurea, Ward affermò di essere indeciso se giocare a pallacanestro o a football e chiarì che non avrebbe considerato di giocare nella NFL se non fosse stato scelto nel primo giro del Draft NFL 1994. Ward affermò di “essersi meritato” di essere scelto nel primo giro. La madre di Ward riportò che era stato comunicato alla famiglia che il figlio sarebbe stato “probabilmente una scelta tra il terzo e  il quinto giro." A causa della sua statura e all’incertezza che avrebbe potuto preferire la NBA, non fu scelto nel primo giro del Draft NFL. Essendo stato scelto nel primo giro (26º assoluto) del Draft NBA 1994 dai New York Knicks, iniziò la sua carriera nella NBA come point guard. Tuttavia durante il suo primo anno fu fatto un sondaggio con i Knicks perché diventasse il quarterback di riserva di Joe Montana ai Kansas City Chiefs, ma Ward declinò l’offerta. Ward è l’unico vincitore dell’Heisman Trophy ad avere giocato nella NBA e uno dei soli tre vincitori di tale premio ad avere militato in un’altra delle maggiori quattro leghe statunitensi (Bo Jackson e Vic Janowicz giocarono entrambi nella Major League Baseball).
Ward giocò sporadicamente durante la sua stagione da rookie sotto la direzione del capo-allenatore Pat Riley ma l’organizzazione dei Knicks si riferì a lui come "la point guard del futuro." Quando l’assistente Jeff Van Gundy divenne il nuovo capo-allenatore, i suoi minuti in campo iniziarono ad aumentare, giocando principalmente come riserva di Derek Harper. Divenne presto uno dei giocatori preferiti dei tifosi di New York per la sua etica lavorativa e per il suo stile di gioco non egoista. Nel corso della sua carriera NBA si distinse per essere un buon tiratore da tre punti, un distributore di palloni affidabile e un rispettato leader in campo. Nel 1998 fu selezionato per partecipare alla gara del tiro da tre all’All-Star Game, dove si piazzò quarto. Con i Knicks raggiunse le finali nel 1999, perse contro i San Antonio Spurs. Nel febbraio 2004 fu scambiato con i Phoenix Suns come parte di un grosso scambio che portò Stephon Marbury ai Knicks. I Suns però lo svincolarono subito per questioni salariali. Trascorse il resto della stagione con gli Spurs, dopo di che, l’estate successiva, firmò con gli Houston Rockets.  Dopo non avere subito infortuni di rilievo nei suoi primi dieci anni di carriera, fu costretto a saltare la maggior parte della stagione 2004-05. Tali infortuni lo portarono al ritiro.
Nel corso dei suoi anni con i Knicks, Ward era spesso definito "il miglior quarterback a New York" a causa delle difficoltà dei New York Jets e dei New York Giants in quel ruolo. Ward fu l’ultimo giocatore scelto nel draft dai Knicks a firmare un nuovo contratto pluriennale una volta scaduto il suo accordo da rookie per 23 anni.

## Statistiche

### College
| Anno      | Squadra             | PG | PT | MP   | TC%  | 3P%  | TL%  | RP  | AP  | PRP | SP  | PP   |
| --------- | ------------------- | -- | -- | ---- | ---- | ---- | ---- | --- | --- | --- | --- | ---- |
| 1990-1991 | Fl. State Seminoles | 30 | 21 | 23,8 | 45,5 | 31,3 | 71,3 | 3,0 | 3,4 | 2,4 | 0,3 | 8,0  |
| 1991-1992 | Fl. State Seminoles | 28 | 22 | 30,0 | 49,7 | 45,8 | 53,0 | 3,2 | 4,4 | 2,7 | 0,2 | 7,2  |
| 1992-1993 | Fl. State Seminoles | 17 | 14 | 32,8 | 46,2 | 32,0 | 66,7 | 2,6 | 5,5 | 2,8 | 0,3 | 7,8  |
| 1993-1994 | Fl. State Seminoles | 16 | 16 | 35,9 | 36,5 | 25,3 | 62,5 | 3,9 | 4,9 | 2,8 | 0,1 | 10,5 |
| Carriera  | Carriera            | 91 | 73 | 29,5 | 44,1 | 32,3 | 63,6 | 3,1 | 4,4 | 2,6 | 0,2 | 8,1  |

### NBA

#### Regular season
| Anno      | Squadra           | PG  | PT  | MP   | TC%  | 3P%  | TL%  | RP  | AP  | PRP | SP  | PP  |
| --------- | ----------------- | --- | --- | ---- | ---- | ---- | ---- | --- | --- | --- | --- | --- |
| 1994-1995 | N.Y. Knicks       | 10  | 0   | 4,4  | 21,1 | 10,0 | 70,0 | 0,6 | 0,4 | 0,2 | 0,0 | 1,6 |
| 1995-1996 | N.Y. Knicks       | 62  | 1   | 12,7 | 39,9 | 33,3 | 68,5 | 1,6 | 2,1 | 0,9 | 0,1 | 3,9 |
| 1996-1997 | N.Y. Knicks       | 79  | 21  | 22,3 | 39,5 | 31,2 | 76,0 | 2,8 | 4,1 | 1,1 | 0,2 | 5,2 |
| 1997-1998 | N.Y. Knicks       | 82  | 82  | 28,3 | 45,5 | 37,7 | 80,5 | 3,3 | 5,7 | 1,8 | 0,5 | 7,8 |
| 1998-1999 | N.Y. Knicks       | 50  | 50  | 31,1 | 40,4 | 35,6 | 70,5 | 3,4 | 5,4 | 2,1 | 0,2 | 7,6 |
| 1999-2000 | N.Y. Knicks       | 72  | 69  | 27,6 | 42,3 | 38,6 | 82,8 | 3,2 | 4,2 | 1,3 | 0,2 | 7,3 |
| 2000-2001 | N.Y. Knicks       | 61  | 33  | 24,5 | 41,6 | 38,3 | 80,0 | 2,6 | 4,5 | 1,1 | 0,2 | 7,1 |
| 2001-2002 | N.Y. Knicks       | 63  | 0   | 16,8 | 37,3 | 32,3 | 81,0 | 2,0 | 3,2 | 1,1 | 0,2 | 5,2 |
| 2002-2003 | N.Y. Knicks       | 66  | 6   | 22,2 | 39,9 | 37,8 | 77,4 | 2,7 | 4,6 | 1,2 | 0,2 | 7,2 |
| 2003-2004 | N.Y. Knicks       | 35  | 10  | 23,6 | 44,2 | 42,8 | 76,2 | 2,7 | 4,9 | 1,3 | 0,2 | 8,7 |
| 2003-2004 | San Antonio Spurs | 36  | 0   | 11,8 | 34,6 | 36,8 | 66,7 | 1,3 | 1,3 | 0,5 | 0,1 | 3,3 |
| 2004-2005 | Houston Rockets   | 14  | 13  | 25,7 | 31,2 | 31,4 | 84,6 | 2,8 | 3,1 | 1,1 | 0,0 | 5,4 |
| Carriera  | Carriera          | 630 | 285 | 22,3 | 40,8 | 36,4 | 77,1 | 2,6 | 4,0 | 1,2 | 0,2 | 6,3 |

#### Play-off
| Anno     | Squadra           | PG | PT | MP   | TC%  | 3P%  | TL%  | RP  | AP  | PRP | SP  | PP  |
| -------- | ----------------- | -- | -- | ---- | ---- | ---- | ---- | --- | --- | --- | --- | --- |
| 1996     | N.Y. Knicks       | 7  | 0  | 13,1 | 48,1 | 25,0 | 42,9 | 1,3 | 2,4 | 1,6 | 0,0 | 4,6 |
| 1997     | N.Y. Knicks       | 9  | 0  | 20,2 | 29,6 | 11,1 | 75,0 | 2,8 | 4,3 | 1,4 | 0,0 | 2,2 |
| 1998     | N.Y. Knicks       | 10 | 10 | 26,1 | 41,8 | 42,9 | 68,8 | 2,8 | 6,0 | 2,0 | 0,2 | 6,6 |
| 1999     | N.Y. Knicks       | 20 | 20 | 24,7 | 36,6 | 32,1 | 75,0 | 2,3 | 3,8 | 1,8 | 0,2 | 4,6 |
| 2000     | N.Y. Knicks       | 16 | 16 | 27,4 | 50,4 | 39,6 | 71,4 | 4,3 | 4,1 | 1,4 | 0,3 | 9,4 |
| 2001     | N.Y. Knicks       | 5  | 0  | 17,2 | 29,6 | 25,0 | 100  | 1,4 | 1,4 | 0,4 | 0,0 | 5,0 |
| 2004     | San Antonio Spurs | 5  | 0  | 2,6  | 66,7 | 100  | -    | 0,0 | 0,2 | 0,4 | 0,0 | 2,2 |
| Carriera | Carriera          | 72 | 46 | 21,8 | 42,2 | 34,9 | 71,0 | 2,5 | 3,7 | 1,5 | 0,1 | 5,5 |